# 北港飛龍團大龍旗
北港飛龍團大龍旗，是1926年由臺灣雲林縣北港鎮的北港飛龍團於陣頭所使用的大型民俗織品文物，是目前臺灣保存刺繡類織品文物中尺寸最大的旗幟。現已登錄一般文物。

## 沿革
北港飛龍團成立於1910年（明治43年），是由邀請福建省福州市翁三連傳授舞龍技藝而組成之陣頭團體。當時最初的團員包括翁三連、吳然和、黃竹根、李傳、蔡水、吳伯衷、劉火炭、吳瑞英、王水生、羅水來、洪有土、葉亭、陳老翁等人。北港鎮當時設有勤習堂、德義堂和飛龍團三個武陣，其中飛龍團則為表現最為出色之團體，並在北港媽祖遶境活動主要使用桶仔鼓，並配以小鑼、鈸武陣，扮演重要的表演角色。
大龍旗於1926年（昭和元年）開始製作，據信完工於1930年（昭和四年）。製作期間，由於黃金價格飆漲，承接繡莊曾難以負擔成本相繼放棄製作該項目，並在歷經四個繡莊（所在地包括嘉義市和臺南市）才完成。故有「臺灣第一旗（奇）車倒三間店」之俚語傳說。該旗幟完成後，曾被臺灣日日新報報導譽為「文化雅觀」。在1937年2月5日，飛龍團曾受邀前往嘉義機場參加「飛行第十四聯隊」的開隊式表演。大龍旗曾於表演式演出，名氣喧騰一時。
然而，由於大龍旗尺寸巨大，每次出陣所需人力甚鉅，必須由兩座鐵架滑輪載動，工人就得十人配合操作，加上其易受耗損，因此出陣次數有限。自1970年代以來，大龍旗在媽祖遶境活動最後一次街頭亮相後，便被存放在北港飛龍團倉庫的防潮箱中。
2013年，大龍旗由雲林縣政府登錄為「生活及儀禮器物 － 信仰及儀禮器物」類別的一般古物，成為臺灣第一個陣頭文物。文化部文化資產局於同年5月底進行現勘並提供保存建議。2014年，因布帛風化，文化部文化資產局將大龍旗送到臺南文資中心修護，展開對於大龍旗的研究修復計畫。由於大龍旗並無任何照片、底稿可考據，因而耗時多年。修復團隊龍旗拆成八件逐一考究及修護，於2021年修復完成。大龍旗的修復計畫也幫助臺灣建立刺繡文物的修護體系。飛龍團計畫在修護後，將龍旗送到北港文化中心公開展出。

## 尺寸
大龍旗是一面雙面三角形的陣頭旗幟，其重量超過30公斤，尺寸共分別為673、535、454公分。主要由布料、金蔥和繡線等材料製成，其中龍形的立體刺繡為主要特徵，圖案呈現半立體凸出的效果，該旗幟共有兩面，其兩側都有陣頭名號，但兩側內容不同，一側繡有大龍與水族陣（包括蛙、魟、蜆、鯉、蛤、蝦、蟹及鰻）圖案，另一側則繡有封神榜人物，但兩隻棋子的主題不一樣。此外，大龍旗使用的是加厚的純蠶絲織成的綢緞，稱為正貢，在臺灣常見30種傳統刺繡技法中，大龍旗的製作運用了其中26種，可見大龍旗對於傳統刺繡技法上的高度精湛。被視為臺繡技藝的重要代表文物。，此外，大龍旗收邊採一種日文稱「啄木瓶打紐」的經緯線呈V字型的平織，因旗織法類似啄木鳥啄木留下的痕跡而以此為名。刺繡紋飾也是兩面均有。
由於大龍旗布面脆弱，且長期置於防潮箱中，導致金屬鏽線氧化脫落。在2010年代的修復過程中，研究團隊進行了染色實驗，染出接近大龍旗所用布料老化之後的顏色，並且用來製作補片。同時邀請美國織品修復專家來臺進行交流協助。

## 外部連結
- 北港飛龍團大龍旗 - 國家文化資產網 （页面存档备份，存于）
- 北港飛龍團大龍旗- 古物 - 雲林縣政府文化觀光處 （页面存档备份，存于）